# 反交換法則
反交換法則（はんこうかんほうそく、英: anticommutative law）または反交換律（はんこうかんりつ）は、加法群上の二項演算の一種。二つの変数の位置を交換すると、交換前と相反する結果となる。
例えば、減法において、一般に{\displaystyle -(a-b)=b-a} である（例: {\displaystyle 2-10=-(10-2)=-8}）。

## 定義
{\displaystyle S} を加法群、“*” を {\displaystyle S} 上の二項演算とする。任意の {\displaystyle s_{1},s_{2}\in S} に対して、 {\displaystyle s_{1}*s_{2}=-s_{2}*s_{1}} となるとき、“*” は反交換律である。

## 例
- 減法 {\displaystyle -(a-b)=b-a}
- 外積（クロス積）
- リー代数